# Dadhichi
Dadichi es un personaje de la mitología hinduista.

## Nombre sánscrito
- dadhīci, en el sistema AITS (alfabeto internacional para la transliteración del sánscrito).
- दधीचि, en escritura devanagari del sánscrito.
- Pronunciación: /dadjichi/.[1]
- Etimología: ‘que salpica leche agria’ (también dicho dadhi-krá y ghrita-dadhi-kri), siendo dadhi: ‘leche coagulada, leche agria’, que difiere de la cuajada o requesón en que no se le ha extraído el suero; en la medicina aiurveda se considera un remedio.[1]

## Leyendas
Dadhichi es un mítico rishi o sacrificador de la época védica (segunda mitad del II milenio a. C.).
Su nombre aparece en el primer mandala del Rig-veda, en varios Puranas, en el Bhágavata-purana y el Devi-bhagavatam
Recibía distintos nombres:
- Dadhiancham o Dadhyañcham
- Dadhianga (nombre creado sobre la base de la etimología dadhi: ‘leche agriada’ y anga: ‘miembro, cuerpo’; significaría ‘cuerpo alimentado con leche agria’).
- Atharvaná (‘hijo de Atharvan’), en el Rig-veda (6.16.14) y en el Bhágavata-purana (siglo XI) 4.1.42.
- Anguiras, en el Rig-veda (1.80.16 y 139.9).
- Anguirasa, en el Tandia-bráhmana (12.8).

Según el Bhágavata-purana (4.1), era hijo del rishi (sabio) Atharvan (quien decía haber nacido directamente del dios Brahmá de cuatro cabezas) y de su esposa Chitti (hija del sabio Kardama).
Según varios Puranas, Dadichi estableció su áshram en el bosque de Naimisarania.
Sus esposas eran Lopa Mudra, Gabhastini y Suarcha.
Su hijo fue el gran sabio Pippalada, quien creó la escuela Paipalada, que escribió el Prasna-upanishad.
Se atribuye a Dadhichi la autoría del himno Naraianam-kavacha, que es popular en el sur de la India, y el mantra de la diosa Jinglash Devi.[cita requerida]
Según el Satapata-bráhmana (4.14) y el Bhágavata-purana (6.9.50 y siguientes), compuso el texto bráhmana llamado Madhu.
Es el antepasado de varios rishis y clanes.
En India, los miembros de los grupos étnicos Dadhich y Dajía dicen descender de él.
Dadhichi tenía cabeza de caballo y les enseñó a los Ashvin a encontrar la droga madhu (o soma) en la casa del sabio Tuashtri, según el Rig-veda 1.116-119 y 9.108.4. Fue matado por Indra (según el Rig-veda 10.48.2) quien mató a 99 vritras o enemigos con su horrorosa lanza vashra hecha con la columna vertebral del sabio (según el Rig-veda 1.84.13, el Bhágavata-purana 6.11.20 y 8.20.7.

### Indra, los Asuini Kumaras y la cabeza de caballo
En una ocasión, los dos dioses gemelos Asuini Kumaras se acercaron al sabio Dadhichi y le pidieron que les diera madhu-vidia ―el conocimiento acerca del madhu (la planta psicotrópica soma o alguna parecida)―, que era desconocido para los arios. Según otros autores más moralistas, los dioses gemelos le pidieron en cambio brahma-vidia ―el conocimiento acerca del espíritu universal Brahman―.
Dadhichi Muni les respondió que estaba preparando un sacrificio para los dioses, que le daría ganado y tierras, y les pidió que volvieran después. Cuando los Asuini Kumaras se fueron, apareció el dios Indra y advirtió a Dadhichi que no les enseñara nada a los Asuini, que eran solo curanderos; y lo amenazó con que si les enseñaba algo, le cortaría la cabeza.
Cuando regresaron los Asuini, Dadhichi les informó de la advertencia de Indra, les dio a beber madhu. Entonces los gemelos le cortaron la cabeza y la reemplazaron por la de un caballo. Así Dadhichi, a través de su boca de caballo les enseñó cómo revivir a un decapitado. Después de aprender los Asuini Kumaras se escondieron, y cuando Indra llegó y le cortó al sabio esa cabeza de caballo, los gemelos le repusieron la cabeza humana original y pudieron revivirlo gracias al nuevo conocimiento que habían adquirido.
Posiblemente esto se basa en alguna imagen del dios Jaia Griva (‘cuello de caballo’) enseñando a dos personas vestidas de reyes. También puede tratarse de una broma acerca de los efectos del uso de drogas recreativas.

### Indra asesina a Dadhichi
En el Brahma-vaivarta-purana se cuenta la historia del sabio Dadhichi.
El sabio religioso Dadhichi y sus dos esposas Lopa Mudra y Gabhastini vivían en una choza cercana al río Ganges.
Los daitias y danavás (las dos razas de asuras) temían los poderes de este sabio.
Los devas védicos pelearon contra los asuras indios y los vencieron. Tomaron sus invencibles armas de hierro (los indoeuropeos aún no conocían el novísimo arte de la fundición del hierro) y fueron a darle sus respetos a Dadhichi. Este les dio la bienvenida y les preguntó qué deseaban.
«Gracias a tus bendiciones, estamos bien. Hemos vencido a los asuras en la guerra, pero ahora tenemos un problema. No necesitamos estas pesadas armas de hierro ahora que los asuras han huido. No sabemos dónde podemos esconderlas. Quizá usted podría guardárnoslas en su áshram. Creemos que este es el lugar más seguro».
Dadhichi consintió a su propuesta. Los devas dejaron todas las pulidas armas de metal y regresaron a su morada en las tierras altas de las postrimerías de los Himalayas.
Cuando la esposa Lopamudra se enteró, se enojó.
«Lo que has hecho es muy inapropiado. Uno no debe aceptar la responsabilidad por las propiedades de otra persona, especialmente si eres un asceta y no tienes posesiones.
Además aceptaste guardar las armas de los devas. Eso significa que todos los enemigos de los devas nos considerarán sus enemigos.
¿Y qué pasaría si algo les sucede a las armas? Los devas te echarán la culpa».
Al sabio le pareció correcto lo que dijo su esposa, pero no había pensado en eso antes, y ya había dado su palabra a los devas.
Pasó el tiempo, y los devas no volvían a buscar sus armas. Dadhichi no sabía cómo cuidarlas. Vio que las pulidas armas de hierro se estaban oscureciendo. El sabio creyó que si las armas se ponían en contacto con las poderosas aguas del sagrado río Ganges recuperarían su brillo y poder, así que hizo un pozo cerca de la orilla y las sumergió durante meses y años. Las armas se oxidaron todavía más, y con el paso del tiempo, se carcomieron. Dadhichi creyó que el brillo de las armas se había pasado al agua, entonces la bebió.
Finalmente los devas —viendo que sus enemigos los asuras se habían unido otra vez— bajaron a buscar sus armas de hierro. El sabio les explicó que las armas se habían disuelto, pero les explicó que él había bebido su energía, y les ofrecía que ellos hicieran nuevas armas a partir de sus huesos. Entonces el salvaje Indra (jefe de los devas) desolló vivo a Dadhichi y con su columna vertebral el deva artesano Vishuá Karma ―según otra leyenda, el propio dios Brahmá― le hizo una horrorosa lanza vashra-iudha (‘rayo de riña’).
Más tarde Indra sería divinizado y convertido en rey del cielo. Actualmente los hinduistas creen que es el dios de los rayos.
Lopa Mudra no estaba en el sitio cuando este incidente tuvo lugar. Al volver, encontró los pedazos de carne.
Ella quiso realizar el rito sati (suicidio en una pira funeraria, como hacían las mujeres en la primitiva cultura védica y en la posterior cultura hinduista hasta el siglo XX).
Pero estaba embarazada, por lo que esperó a que su bebé naciera para matarse.
Después del parto, Lopamudra abandonó al recién nacido bajo una gran higuera, prendió una gran hoguera y se arrojó sobre ella.
Los huesos de Dadichi aparecen como el símbolo vashra en el premio indio Parm Vira Chakra (siglo XX).

#### Otras versiones
Según otra versión de la leyenda, Indra había perdido su reino en manos de los asuras liderados por Vritrá. Se acercó al dios Sivá, quien no pudo ayudarlo. Indra, junto con Sivá y Brahmá, fueron a pedirle ayuda al dios Visnú. Este le reveló que solo un arma hecha con los huesos del sabio Dadhichi podría derrotar a Vritrá.
Las armas de hierro que cuidaba Dadhichi eran de los propios asuras, que vivían en los Himalayas (mientras que los devas vivían en la planicie gangética). Los devas habrían entonces robado las armas de hierro, con las que vencieron a los asuras liderados por Vritrá. Este tenía una bendición por la que no podía ser vencido por un arma de madera o bronce (como las que usaban los devas). Indra lo venció con las armas de hierro (entre ellas la horrorosa lanza vashra).
Dadhichi le ofreció a Indra morir por sus propios medios, mediante el poder del yoga. Pero antes necesitaba recorrer todos los Siete Ríos Sagrados de la India. Como Indra no podía perder el tiempo, trajo el agua de todos los ríos al ásrama de Dadhichi en Naimisarania.
En el Bhágavata-purana (siglo XI) ya la bendición de Vritrá incluía una lista de los materiales con que estaban hechas las armas usuales (que ya incluía el hierro). Entonces los dioses crearon para Indra un arma hecha de espuma del mar. Con ella Indra mató a Vritrá.

### Otras leyendas
Se dice que Dadhichi fue el primero (o el único) que se retiró del ritual de fuego (iagñá) de Daksha cuando se dio cuenta de que Sivá no había sido invitado. Así se salvó de ser matado por el monstruo enviado por Sivá.
Es considerado un gran sabio, y se lo retrata como un ejemplo de que ningún sacrificio es demasiado grande cuando se trata del bienestar de la humanidad.
Un verso del gran poema tamil Tirukkural (siglo VIII) dice:
Anibilaar ellam thamakkuriyar,
anbiyaar enbum uriyar pirarkku.
‘Los egoístas creen que todo en el mundo es para su propio uso,
mientras que los altruistas consideran que hasta sus huesos son para uso de los demás’.
En la actualidad, existe un lugar turístico en Misrikh, cerca de Lucknow, en el estado de Uttar Pradesh (India) donde se dice que fue el áshram de Dadichi en el bosque de Naimisarania.